# 형사 가제트 (영화)
형사 가제트(Inspector Gadget)는 미국에서 제작된 데이빗 켈로그 감독의 1999년 SF, 가족, 모험, 코미디 영화이다. 매슈 브로더릭 등이 주연으로 출연하였고 로저 번바엄 등이 제작에 참여하였다.
카라반 픽처스와 DIC 엔터테인먼트가 제작한 이 영화는 1999년 7월 23일 월트 디즈니 픽처스에 의해 극장 개봉하였다. 카라반 픽처스가 제작한 마지막 영화이며 이후 이 기업은 스파이글래스 엔터테인먼트에 병합되었다.

## 출연

### 주연
- 매슈 브로더릭
- 루퍼트 에버릿

### 조연
- 조엘리 피셔
- 미셸 트라첸버그
- 마이크 하제티
- 앤디 딕
- 린 어벌조노이스
- D.L. 하이리
- 데브니 콜먼

## 제작진
- 원조: 앤디 헤이워드
- 원조: 브루노 비안치
- 공동제작: 루 아코프
- 공동제작: 진 찰로핀
- 미술: 레슬리 딜리
- 미술: 마이클 화이트
- 특수효과: 리차드 후버
- 특수효과: 스탠 윈스턴
- 의상: 메리 E. 보트
- 배역: 아만다 맥키 존슨
- 배역: 캐시 샌드리치

## 한국어 더빙 성우진(KBS) (2003년 2월 1일)
- 박기량 - 존 브라운/형사 가제트(매슈 브로더릭)
- 김환진 - 샌포드 스콜렉스/클로(루퍼트 에버릿)
- 문선희 - 브렌다 브래드포드 박사(조엘리 피셔)
- 소연 - 페니 브라운(미셸 트라첸버그)
- 이원준 - 사익스(마이크 하제티)
- 김관진 - 크레이머(앤디 딕)
- 김정호 - 아르테머스 브래드포드 박사(린 어벌조노이스) / 불교도(브라이언 조지)
- 한호웅 - 가제트모빌(D.L. 하이리)
- 조동희 - 프랭크 큄비 반장(데브니 콜먼)
- 이진화 - 윌슨 시장(체리 오테리)
- 박은숙